# ۲۶ (میلادی)
۲۶ (میلادی) بیست و ششمین سال تقویم میلادی است.
در آن زمان، این سال به عنوان سال کنسولی لنتولوس و سابینوس شناخته می‌شد.

## رویدادها
بر اساس مکان
امپراتوری روم
- پونتیوس پیلاطس به عنوان فرماندار یهودیه منصوب شد.[۱]
- امپراتور تیبریوس به کاپری عقب‌نشینی کرد و گارد پرتورین به رهبری لوسیوس آلیوس سژانوس را به عنوان مسئول امپراتوری روم و شهر رم باقی گذاشت.[۲]
- رومی‌ها قیام قبایل تراکیایی را سرکوب کردند.

## درگذشتگان
- کلودیا پولچرا، پسرعمو و دوست نزدیک آگریپینا بزرگ (متولد ۱۴ پیش از میلاد)

- مارکوس آسینیوس آگریپا، کنسول روم

- کوئینتوس هاتریوس، سیاستمدار رومی

- سان دنگ، امپراتور دست نشانده چین